# Рідна Земля (тижневик)
«Рідна Земля» — тижневик «для селян й робітників» дистрикту Галичина, видаваний німецькою владою 1941—1944 pp. у Львові й під різними назвами для окремих округ («Станиславівське Слово», «Тернопільський Голос», «Чортківська Думка», «Голос Підкарпаття», «Воля Покуття», «Голос Самбірщини») з додатковою сторінкою з місцевими відомостями; головний редактор Ю. Тарнович. На весні 1944, коли Галичина була прифронтовою смугою, Рідна Земля видавалась як щоденник (100 000 накладу) і безкоштовно розповсюджувалась по селах.